# Gilles Pruneau
Gilles Pruneau (né le 18 avril 1944 à Montréal et mort le 30 novembre 1985 à Paris) était un membre du Front de libération du Québec (FLQ). En 1963, il fut appréhendé à 19 ans, par les forces policières canadiennes pour sa participation à des activités terroristes (fabrication de bombes artisanales) mais fut cautionné et s'échappa au Maroc, puis en Algérie. Une lettre de Gilles Pruneau fut publiée en 1964 quant à ses efforts pour tisser des liens entre le FLN algérien et le FLQ québécois. Il passa en France en 1968, où il demeura le restant de sa vie, travaillant pour le gouvernement français au ministère des DOM-TOM, aidé par Philippe Rossillon. Il mourut en 1985 à l'âge de 40 ou 41 ans, père de famille.